# Băiașa, Vâlcea
Băiașa este un sat în comuna Roești din județul Vâlcea, Oltenia, România. Se află în partea de central-sudică a județului,  în Podișul Oltețului.